# ليرون ديامانت
ليرون ديامانت (بالعبرية: לירון דיאמנט‏) هو لاعب كرة قدم إسرائيلي في مركز الهجوم، ولد في 4 أبريل 1980 في رمات غان في إسرائيل. شارك مع منتخب إسرائيل تحت 17 سنة لكرة القدم ‏ ومنتخب إسرائيل تحت 21 سنة لكرة القدم. أما مع النوادي، فقد لعب مع بيتار القدس ومكابي بتاح تكفا ونادي مكابي تل أبيب.

## وصلات خارجية
- ليرون ديامانت على موقع قاعدة بيانات كرة القدم.إي يو (الإنجليزية)